# Зангезурський національний парк імені академіка Гасана Алієва
Зангезурський національний парк імені академіка Гасана Алієва (азерб. Akademik Həsən Əliyev adına Zəngəzur Milli Parkı) — заповідник в Азербайджані. Створений в 2003 році на території Ордубадський району Нахічеванської Автономної Республіки. Загальна площа парку 42,797 гектар (427.97 км²). До 25 листопада 2009 а носив назву Ордубадський національний парк імені академіка Гасана Алієва. Перейменовано розпорядженням Президента Азербайджанської Республіки.

## Мета створення
Створений з метою збереження та відновлення популяції закавказького муфлона, безоа́рового козла, леопарда, бурого ведмедя, кавказького тетерева, смугастої гієни. Всі ці тварини занесені в Червону книгу Азербайджану.

## Флора та Фауна
Зангезурський національний парк має багатий біологічним розмаїттям. З занесених до Червону книгу Азербайджану тварин, комах і рослин 58 (35 хребетних і 20 комах) видів тварин і 39 видів рослин мешкають на території парку. З рідкісних і вимираючих представників фауни, можна назвати азійського леопарда, гірського барана - муфлона, безоарового козла, орлана-білохвоста, беркута й дрохву.